# Symphonie no 12 de Glass
Pour les articles homonymes, voir Symphonie no 12.
La Symphonie no 12, dite « Lodger », est une œuvre du compositeur américain Philip Glass.
C'est une co-commande du Los Angeles Philharmonic / Dresdner Philharmonie / Southbank Centre et Radio France.
La première mondiale a eu lieu le 10 janvier 2019 sous la direction de John Adams au Walt Disney Concert Hall à Los Angeles.
La première européenne a suivi en mai 2019 avec une performance du London Contemporary Orchestra au Southbank Centre.
La première française a eu lieu le vendredi 25 octobre 2019 à l'Auditorium de la Maison de la Radio à Paris par l'Orchestre Philharmonique de Radio France, avec la mezzo-soprano béninoise Angélique Kidjo et Iveta Apkalna à l'orgue, sous la direction de Krzysztof Urbański.
Basée sur l'album Lodger écrit par David Bowie en 1979, elle complète une trilogie de symphonies de Glass s'inscrivant en parallèle à la trilogie berlinoise de Bowie. Ainsi, les albums Low et "Heroes" avaient auparavant inspiré les première et quatrième symphonies de Glass, respectivement. Glass avait annoncé son intention d'écrire cette troisième œuvre dès 1997, déclarant au Los Angeles Times avoir discuté avec Bowie de sa composition.

## Critique
La première mondiale a reçu une critique très positive du LA Times, qui a félicité la soliste Angélique Kidjo pour « éclairer à tous les niveaux » les paroles de David Bowie.
Le San Francisco Classical Voice ne fut pas du même avis, qualifiant l’œuvre de « bourrée telle un divan déformé » et critiquant le choix de la soliste, la mezzo-soprano béninoise Angélique Kidjo, pour interpréter l’œuvre.
La première à Londres au Royal Festival Hall a été positivement commentée par le Financial Times complimentant la performance de Angelique Kidjo : "Avec une voix très grave, à la manière de Marlene Dietrich, elle apporta un présence expressionniste vivifiante, réimaginant la poésie surréaliste de Bowie dans le style Cabaret de Weimar. Elle s'est montrée impressionnante à la hauteur d'un rôle exigeant.". le magazine Bachtrack donna une critique favorable aussi: "Glass a écrit l’œuvre en gardant à l’esprit la voix puissante et la présence de Kidjo qui elle a donné une performance d'une présence et d'une force profondes; sa voix commençant dans un bourdon chromatique déterminé qui suivit les lignes chromatiques de Glass, entraînant le public dans un voyage s'élargissant petit à petit et se remplissant d'émotion au fur et à mesure que la symphonie progressait. La musique elle-même est luxuriante et puissante, surmontée par la présence de l'imposant orgue du Royal Festival Hall, qui joue le rôle de parent imposant pour l'orchestre."